# Les Costes (Rivert)
Les Costes és un indret del terme municipal de Conca de Dalt, a l'antic terme de Toralla i Serradell, al Pallars Jussà, en territori del poble de Rivert.
Estan situades al sud-sud-est de Rivert, a la dreta del barranc de Rivert, a llevant de Sant Miquel i a ponent de l'Ínsula, al nord de Molinera i a migdia dels Campets.